# Guillaume Ducreux
Pour les articles homonymes, voir Ducreux.
Guillaume Ducreux est un homme politique français né le 27 mars 1745 à Rougemontiers (Eure) et mort le 9 janvier 1819 à Saint-Simon (Aisne).

## Biographie
Administrateur du département, il est député de l'Aisne de 1791 à 1792. Il est ensuite conseiller général du canton de Saint-Simon.

## Sources
- « Guillaume Ducreux », dans Adolphe Robert et Gaston Cougny, Dictionnaire des parlementaires français, Edgar Bourloton, 1889-1891 [détail de l’édition]